# Kohei Yamakoshi
Kohei Yamakoshi (født 4. maj 1993) er en japansk fodboldspiller, som spiller for den japanske fodboldklub Omiya Ardija.